# G. Willow Wilson
G. Willow Wilson (31 de agosto de 1982) é uma autora norte-americana de história em quadrinhos, ensaísta e historiadora especializada em literatura árabe. Wilson é cocriadora da personagem Kamala Khan, uma jovem super-heroína e filha de imigrantes paquistaneses, sendo a primeira personagem muçulmana a ter um título próprio na Marvel Comics. 

## Biografia
Wilson nasceu em Nova Jersey, em 31  de agosto de 1982. Enquanto cursava a Faculdade de Boston, se converteu ao islamismo. Começou sua carreira como escritora aos 17 anos quando escrevia para o Boston's Weekly Digg, um jornal alternativo da cidade de Boston, como crítica de música. Depois de se graduar na faculdade se mudou para o Cairo, no Egito, onde se tornou a primeira mulher ocidental a entrevistar o Xeique Ali Gomaa, um dos mais influentes clérigos do islã moderno.  Enquanto viveu em Cairo ela também colaborou com a revistas The Atlantic Montlhy, The New York Times Magazine e o jornal e portal Canada National Post.
Entusiasta das novas mídias e das mídias alternativas, Wilson foi uma colaboradora assídua da Cairo Magazine, uma veículo de oposição egípcio, até seu fechamento em 2005. Ela também tem escrito para blogs de cultura e política de todas as matizes, sendo os mais proeminentes o Eteraz.org e o Dean's World. Seus comentários são geralmente dedicados a temas do Islã ou sobre religiões em geral.
Ela também é uma leitora assídua de histórias em quadrinhos desde seus onze anos de idade, quando leu pela primeira vez uma edição de Uncanny X-Men. 

### Carreira como escritora de quadrinhos
Além de colaborar com veículos jornalísticos, também escreveu para o selo Vertigo, da editora norte-americana DC Comics. Entre seus trabalhos para a editora estão uma temporada no título mensal Os Renegados, a minissérie Vixen: Return of the Lion e as graphic novels Air e Cairo.
Em novembro de 2018, ela voltou a DC Comics, para escrever o título da Mulher-Maravilha. Para a Marvel, seu principal trabalho foi no título Ms. Marvel, centrado na personagem Kamala Khan. Após 5 anos, Wilson deixou o título, que foi relançado como The Magnificent Ms. Marvel, com o escritor Saladin Ahmed substituindo-a. Em 2020, ela retornou ao título, para escrever uma história especial em prosa, tendo como pano de fundo a pandemia de Covid-19.
Wilson e o artista Christian Ward iniciaram a publicação da série Invisible Kingdom, lançada através do selo Berger Books, em 2019. O quadrinho venceu o Eisner 2020 na categoria melhor nova série.

### Criação de Kamala Khan
A personagem Kamala Khan é uma cocriação dos editores Sana Amanat e Stephen Wacker, com G. Willow Wilson tendo sido convidada para ajudar na concepção. Kamala é uma adolescente muçulmana de dezesseis anos que vive em Nova Jérsei, cujos pais são imigrantes paquistaneses. Foi desenvolvida com a intenção de acrescentar diversidade entre os personagens da editora. Apesar dos temores iniciais, Kamala foi recebida positivamente. Algumas fontes a descreveram como fácil de se relacionar, até comparando-a a um Peter Parker moderno.